# Госс (Міссурі)
Госс (англ. Goss) — селище (англ. village) в США, в окрузі Монро штату Міссурі. Населення — 0 осіб (2010).

## Географія
Госс розташований за координатами 39°30′53″ пн. ш. 91°56′41″ зх. д. / 39.51472° пн. ш. 91.94472° зх. д. (39.514635, -91.944747).  За даними Бюро перепису населення США в 2010 році селище мало площу 0,15 км², з яких 0,15 км² — суходіл та 0,00 км² — водойми.